# Montcarra (Saint-Chef)
Pour les articles homonymes, voir Montcarra (homonymie).
Montcarra est une ancienne commune française du département de l'Isère. La commune n'a connu qu'une brève existence : entre 1790 et 1794, elle est supprimée et rattachée à Saint-Chef.

## Source
- Des villages de Cassini aux communes d'aujourd'hui, « Notice communale : Montcarra », sur ehess.fr, École des hautes études en sciences sociales.